# Петрівське (Дніпровський район)
Петрі́вське — село в Україні, у Солонянській селищній громаді Дніпровського району Дніпропетровської області. Населення станом на 2021 рік — 195 мешканців.

## Географія
Село Петрівське знаходиться на лівому березі річки Мокра Сура, нижче за течією на відстані 2,5 км розташоване селище Надіївка, на протилежному березі — села Привільне і Трудолюбівка. Поруч проходить автомобільна дорога Р80.

## Історія
Станом на 1886 рік у колишньому власницькому селі Петрівське (Папчинське), центрі Петрівської волості Катеринославського повіту Катеринославської губернії, мешкало 178 осіб, налічувалось 37 дворових господарств.

## Населення

### Мова
Розподіл населення за рідною мовою за даними перепису 2001 року:
| Мова       | Кількість | Відсоток |
| ---------- | --------- | -------- |
| українська | 103       | 93.64%   |
| російська  | 7         | 6.36%    |
| Усього     | 110       | 100%     |

## Люди
В селі народився Дацко Яків Денисович (1916—1977) — український радянський живописець і театральний декоратор.